# Mendel-Universität Brünn

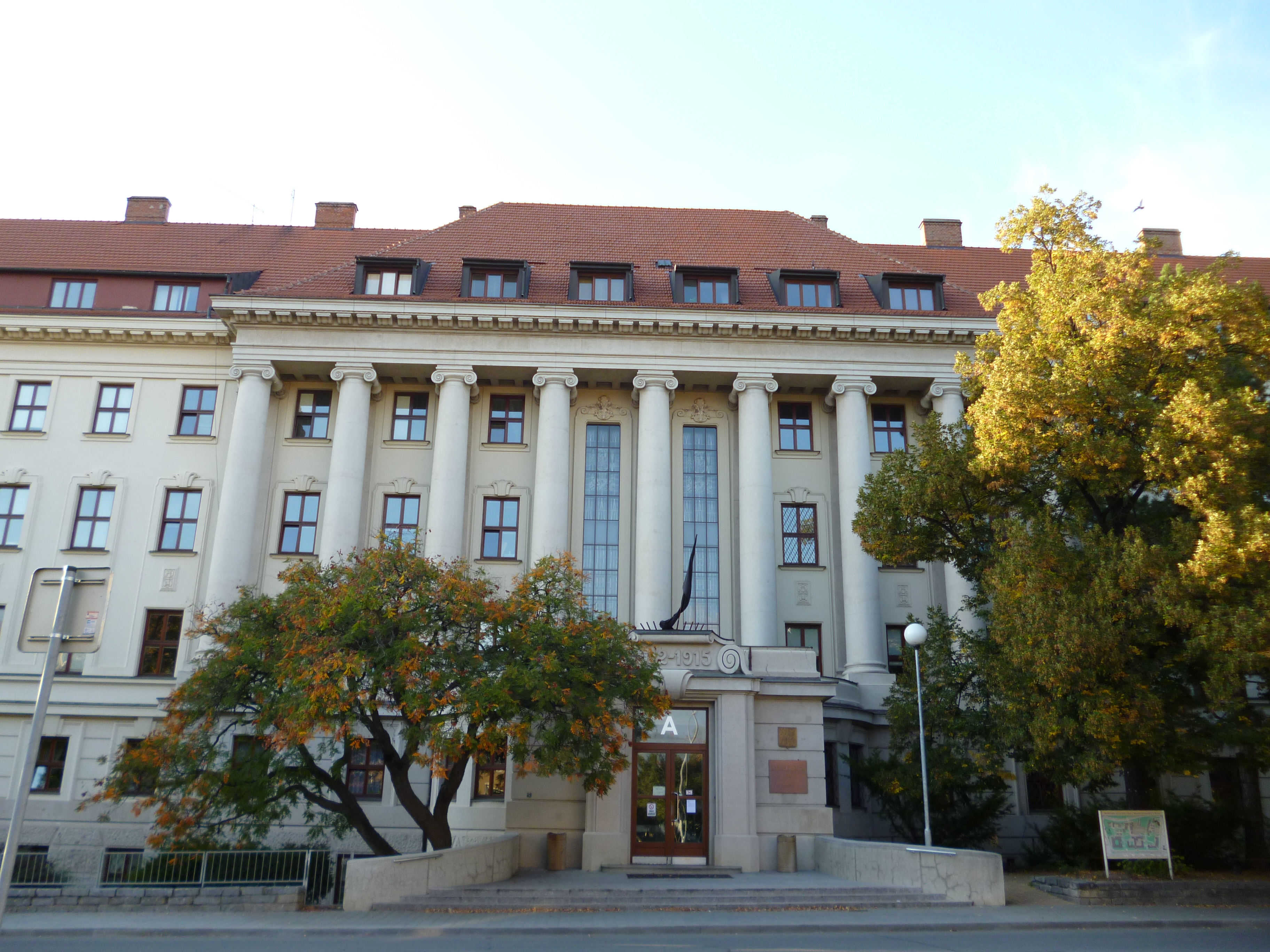
Agrarwissenschaftliche Fakultät

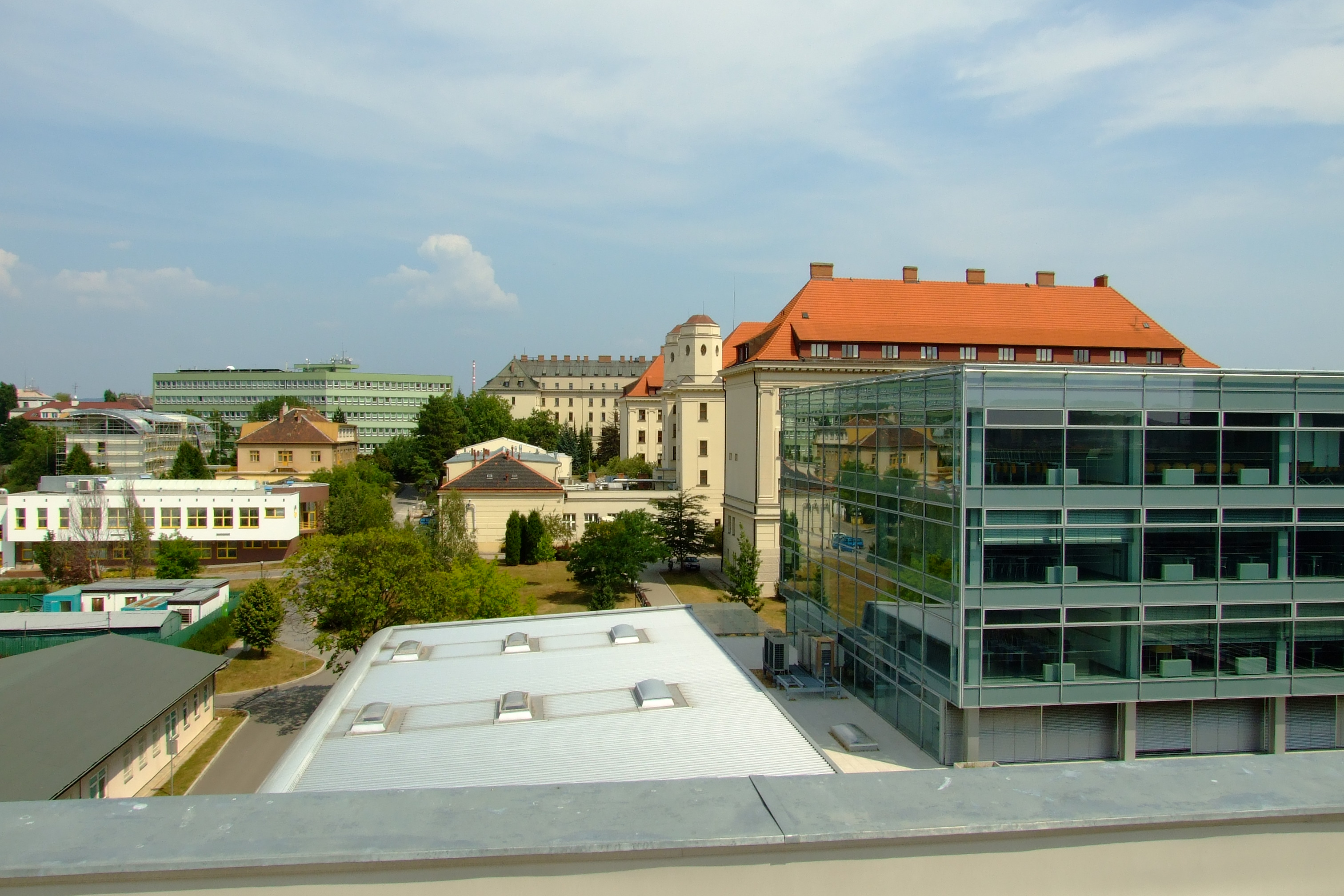
Campus Černá Pole (Schwarzfeld) in Brünn

Die Mendel-Universität Brünn (tschechisch: Mendelova univerzita v Brně, kurz: MENDELU) ist eine Hochschule in Brünn. Der Name der Universität ist auf den mährischen Augustinermönch und Naturforscher Gregor Mendel zurückzuführen.

## Geschichte
Die Mendel-Universität wurde im Jahre 1919 als Landwirtschaftliche Hochschule Brünn (Vysoká škola zemědělská v Brně) gegründet und ist damit die älteste eigenständige Universität dieser Fachrichtung in Tschechien. Vom 1. Januar 1995 bis 31. Dezember 2009 war sie als Mendel-Universität für Land- und Forstwirtschaft Brünn (tschechisch: Mendelova zemědělská a lesnická univerzita v Brně, kurz: MLZU) bekannt.
Vom 1. Februar 2018 bis 31. Januar 2022 war Danuše Nerudová als erste Frau Rektorin der Mendel-Universität.

## Organisation
Zurzeit studieren an der Universität mit vier Fakultäten mehr als 8000 Studenten in 25 Bachelor-Studiengängen, 12 Studiengängen mit 27 aufbauenden Master-Studiengängen, 13 Studiengängen mit 17 fünfjährigen Masterausbildungen und 19 Studiengängen mit postgradualen Studienmöglichkeiten. Studiengänge werden auch in Englisch angeboten.
Angegliedert sind der 1926 gegründete Botanische Garten und das Arboretum, der ca. 10.000 ha große „Masaryk Forst“ in Křtiny mit einer Sägemühle in Olomučany sowie der 1925 gegründete Landwirtschaftsbetrieb in Žabčice.

## Fakultäten
- Fakultät für Agrarwissenschaften
- Fakultät für Forst- und Holzwissenschaften
- Wirtschaftswissenschaftliche Fakultät
- Fakultät für Garten- und Landschaftsbau in Lednice
- Fakultät für Regionale Entwicklung und Internationale Studien